# Pedro Torres (bispo)
Pedro Torres foi um prelado católico romano que serviu como Bispo Auxiliar de Cassano all'Jonio (1540–1544?)

## Biografia
A 27 de agosto de 1540, Pedro Torres foi nomeado durante o papado de Paulo III como Bispo Auxiliar de Cassano all'Jonio e Bispo Titular de Albanen. Enquanto bispo, foi o principal co-consagrador de Bartolomé de las Casas, Bispo de Chiapas (1544).